# Rajasaari (ö i Södra Savolax, Nyslott, lat 62,09, long 29,46)
Rajasaari är en halvö i Finland. Den ligger i sjön Orivesi och i kommunen Nyslott i  landskapet Södra Savolax, i den sydöstra delen av landet, 300 km nordost om huvudstaden Helsingfors.